# Mon légionnaire
Mon légionnaire (französisch für Mein Legionär) ist der Titel eines der französischen Sängerin Marie Dubas gewidmeten Chansons aus dem Jahre 1936. Der Text stammt von Raymond Asso und die Komposition von Marguerite Monnot. Das Chanson wurde unter anderem von Édith Piaf, Arlette Guttinguer, Ellen Foley, Serge Gainsbourg, Ute Lemper, Raquel Bitton und Michel Hermon interpretiert. Die Interpretation von Piaf machte das Lied bekannt; es ist in den meisten ihrer Sampler enthalten.

## Entstehungsgeschichte
Ende 1935 habe Asso, selbst von 1919 bis 1923 ein Legionär in der Türkei und in Syrien, den Text der Debütantin Piaf angeboten, die ihn wegen seiner essayistischen Form abgelehnt habe, sie vermittelte ihm dann aber die Komponistin Marguerite Monnot.
Asso und Monnot schufen im Januar 1936 das Chanson, das Marie Dubas gewidmet wurde und das sie am 20. Mai 1936 für die Schallplattenfirma Columbia aufnahm. Bei dieser Aufnahme wurde Dubas von einem traditionellen Orchester mit Bläsern und Streichern unter der Leitung von Marcel Cariven begleitet. Dubas sang das Chanson und auch Le Fanion de la Légion auf ihrer Amerika-Tournee im Jahr 1939.
In ihrer Autobiografie schrieb Piaf, dass sie es gewesen sei, die Asso auf die Idee gebracht habe. Sie habe ihm die Geschichte „ihres Legionärs“, „einem richtigen Mann“, mit dem sie ihren damaligen Lebensgefährten und Kindsvater P’tit Louis „betrogen“ habe, erzählt. Als sie ihres Kindes wegen die Affäre beenden musste, ließ der Legionär sich nach Afrika versetzen und kam dort ums Leben. Sie erinnerte sich, dass Asso neben Le Fanion de la Légion, Le grand voyage du pauvre nègre, Je n’en connais pas la fin unter anderem auch Mon légionnaire für sie geschrieben habe. Tatsächlich nahm Asso Édith Piaf Ende 1936 unter seine Fittiche, um sie groß herauszubringen. Sie nahm das Lied erstmals am 28. Februar 1937 bei Polydor auf und sang es am 26. März 1937 in der Music Hall A.B.C. Eine weitere Interpretation aus dieser frühen Zeit ihrer Karriere stammt vom 12. November 1937. Piaf nahm auch das ebenfalls Dubas gewidmete Lied Le Fanion de la Légion auf, es erreichte aber nicht diese Bekanntheit. 30 Jahre später, 1961 war Piafs ebenfalls der Legion gewidmete Non, je ne regrette rien zu einer regelrechten Hymne der am Algerienkrieg (1954–62) beteiligten französischen Militärs und zivilen Akteure geworden. Das an einem Putschversuch (1961) gegen die Regierung de Gaulle beteiligte erste Fallschirmjägerregiment der Fremdenlegion wurde aufgelöst. Die Fremdenlegion wurde aus Algerien nach Frankreich verlegt und radikal verkleinert, die über die Lieder entstandene Verbindung der Legion zu Piaf blieben erhalten.

## Inhalt
Der Text nimmt das Motiv des Legionärs und Motive des Exotismus auf. 1930 feierte Frankreich die hundertjährige Kolonisierung Algeriens, 1931 fand in Paris eine Kolonialausstellung statt. Im Text berichtet die Ich-Erzählerin von einer Romanze mit einem Fremdenlegionär, der nach der Liebesnacht seinen Namen nicht preisgibt und aus ihrem Leben, aber nicht aus ihrer Erinnerung geht. Die Handlung spielt an einem unbestimmten Ort in Nordafrika am Rande einer Wüste. Der Text besteht aus drei Couplets, denen jeweils ein Refrain folgt, zweimal der erste und zum Schluss eine Variation des ersten Refrains, in der die Reminiszenz an die Liebesnacht vollständig dem Licht des Tages weicht.
Das Lied ist für die damalige Schallplattentechnik mit 4:30 Minuten recht lang, durch diese Länge gibt es für die Sängerin keinen Platz für eine zusätzliche instrumentale Einführung und keine musikalischen Intermezzi, die Sängerin muss sofort loslegen und „pausenlos“ singen. Piaf komprimierte ihre Version auf 3:57 Minuten, indem sie den Refrain nach dem zweiten Couplet fortließ. Außerdem modifizierte sie den Text in der zweiten Strophe, unter anderem aus Que lorsqu’il était sur mon cœur machte sie Que lorsque j’étais sur son cœur. Mit dieser kleinen Änderung wurde das Lied lyrischer und die erotischen Bezüge eindeutiger, Piafs Interpretation wird von Begehren dominiert, die von Dubas von Verzweiflung.

## Weitere Interpretationen
In den 1980er Jahren hatte sich die gesellschaftliche Situation erneut geändert. Serge Gainsbourg interpretierte das Chanson neu. 1987 übernahm er die Textfassung von Piaf, wobei er den Text in einer Kleinigkeit auf die Ursprungsfassung zurückstellte. Statt zu singen, rezitierte er den Text in einem mit Gesten akzentuierten Sprechgesang und provozierte dabei mit einer homoerotischen Interpretation von Mon légionnaire. Auch die musikalische Interpretation ist radikal anders gestaltet. Das Chanson wird von Instrumentalteilen unterbrochen, die Gesamtlänge ist nun 5:34 Minuten, der Sprechanteil ist 2:51 Minuten. Die Instrumentierung wurde geändert, es wurde ein Schlagzeug eingeführt. Die Streicher wurden ersetzt durch Synthesizer, Gitarren und Bassgitarre. Die rhythmusgebenden Instrumente dominieren das musikalische Geschehen, Saxophon und ein Frauenchor werden nur für kurze Verzierungen eingesetzt.
Schon 1936 wurde mit der Interpretation Dubas’ von Maurice Cloche ein Film mit einer Dauer von 4:17 Minuten gedreht, in dem einzelne Szenen des Textes illustriert werden. Für die Interpretation von Piaf ist keine filmische Umsetzung bekannt, wohl aber gibt es mehrere Filmaufnahmen ihrer Gesangsdarbietung. Zu der Interpretation von Gainsbourg wurde von Luc Besson ein schwarz-weißer Videoclip, Länge 3:51 Minuten, produziert, der eine neue Interpretation darstellt: Ein achtköpfiges, dynamisch agierendes Männerballett schöner Körper betritt, zunächst in Uniform und Militärstiefeln, die Szene und tanzt dann in Trikots voller Energie vor der Kamera. Gainsburg stellt einen älteren, müden, heruntergekommenen Mann auf einer Parkbank dar, in einer düsteren, unbestimmten Szenerie. Er wird in seiner Rezitation des Textes gefilmt, in welchem er sich der sexuellen Begegnung mit dem Legionär erinnert, Gainsbourg schaut dabei nicht in die Kamera. Am Ende tritt der Legionär als Lichtgestalt durch eine hohe Tür in die Szene. Er entpuppt sich als ein blonder Knabe, der von Gainsbourg gegen die Angriffe aus der Männergruppe verteidigt wird und mit ihm nach hinten durch die Tür ins Licht abtritt.

## Aufnahmen/Noten (Auswahl)
- Marie Dubas: Mon légionnaire. Orchestre dir.: Marcel Cariven. Schellackplatte.  DNB
- Martin Pénet: Intégrale Marie Dubas (1927–1945). Livret du CD. FA 053. Paris : Frémeaux et Associés, 1996 [Die CD enthält die Aufnahme vom 20. Mai 1936]
- Edith Piaf: Mon légionnaire : nouvelle version, Orchestre, direction: Jacques Météhen  DNB
- Edith Piaf: Mon légionnaire, Kranzberg : Pilz Media Group, 1994 DNB
- Serge Gainsbourg: Mon légionnaire, Polygram-Musik-Vertrieb, 1989  DNB
- Ellen Foley: My legionnaire, Frankfurt am Main : Sony Music Entertainment, 1992 DNB
- Viktor Lazlo: Mon légionnaire, im Album Loin de Paname, 2002
- Michel und Jocelyn Schwingrouber: Mon légionnaire. Noten. Tallard : La Boîte, 2006